# Gustave Mentré
Gustave Mentré, né le 18 juillet 1909 à Bréhain-la-Ville (Meurthe-et-Moselle) et mort le 14 octobre 1975 à Oucques (Loir-et-Cher), est un général français de l’Armée de l’air. Il s’est illustré au sein des Forces aériennes françaises libres pendant la Seconde Guerre mondiale et a exercé des responsabilités majeures durant la guerre d’Algérie.

## Biographie

### Jeunesse
Issu d'une famille lorraine, Gustave Mentré entre dans l’armée de l’air dans l’entre-deux-guerres. Son père, Léger Mentré, est maire de Bréhain-la-Ville pendant 25 ans et charcutier, et il a 6 frères dont 4 (Gustave inclus) ont une formation militaire, et 3 soeurs. Sa formation et ses premiers postes l’amènent à occuper diverses fonctions dans l’armée de l’air naissante.

### Engagement dans la seconde guerre mondiale
En 1940, à la suite de la défaite française, Gustave Mentré choisit de rallier la France libre. Il rejoint les Forces aériennes françaises libres (FAFL) en Grande-Bretagne. Ces forces, constituées de militaires français ayant refusé l’armistice, opèrent aux côtés de la Royal Air Force (RAF) dans plusieurs campagnes.
Le 15 février 1945, il est nommé commandant du Groupe de bombardement I/20 « Lorraine », une unité française intégrée au Bomber Command britannique. Ce groupe est spécialisé dans le bombardement tactique et stratégique, notamment en appui des armées alliées lors de la libération de l’Europe occidentale. Il conserve ce commandement jusqu’au 24 juillet 1945.

### Carrière militaire après 1945
Après la guerre, Gustave Mentré poursuit sa carrière dans l’Armée de l’air française. Il est promu général de brigade aérienne, puis général de division aérienne. Dans les années d’après-guerre, il occupe plusieurs postes au sein de l’état-major et prend part à la réorganisation des forces aériennes françaises, dans un contexte de reconstruction et de guerre froide.
Il participe à la doctrine de dissuasion et d’aviation stratégique alors en plein essor en France. Son expérience acquise au sein des forces alliées est mise à profit dans la formation et le commandement des unités françaises.

### Guerre d'Algérie
À la fin des années 1950, alors que la guerre d’Algérie s’intensifie, Gustave Mentré est affecté au commandement dans le sud du territoire algérien. Il est nommé commandant en chef adjoint du Sahara, une zone considérée comme stratégique par les autorités militaires françaises, en raison de ses ressources naturelles et de son importance géopolitique.
Il y supervise les opérations aériennes, la coordination logistique, ainsi que la sécurisation des axes de communication. Il travaille avec d'autres officiers supérieurs, dans un contexte marqué par l’évolution des relations entre civils et militaires, et la montée des tensions autour de l’avenir politique de l’Algérie.

### Putsch des généraux
En avril 1961, un groupe de généraux à Alger organise une tentative de coup d’État militaire, connue sous le nom de putsch d’Alger, visant à contester la politique du général de Gaulle sur l’autodétermination de l’Algérie.
Gustave Mentré est alors soupçonné d’avoir apporté un soutien au mouvement, sans y avoir participé directement sur le plan opérationnel. Il est arrêté et traduit devant le tribunal militaire spécial.
Le 6 juillet 1961, il est condamné à cinq ans de prison avec sursis par le Haut Tribunal Militaire, peine confirmée en appel. Lors de son procès, il justifie ses actes en invoquant son sens du devoir et sa fidélité à ses engagements militaires, tout en affirmant ne pas avoir voulu renverser les institutions,,,.

### Fin de carrière et décès
À la suite de sa condamnation, Gustave Mentré est mis en retraite anticipée et écarté de la vie militaire active. Il se retire à Oucques, dans le Loir-et-Cher, où il décède en 1975, à l’âge de 66 ans.
En 1982, une décision administrative le rétablit dans ses droits à titre posthume, et il est réinscrit dans les cadres de réserve de l’armée de l’air, dans un contexte d’apaisement des tensions liées à la guerre d’Algérie.

## Distinctions
- Grand officier de la Légion d'honneur[3]
- Croix de la Valeur militaire[10]